# Refugi Albert Primer
El Refugi Albert Primer, Refuge Albert 1er en francès, és un refugi d'alta muntanya del Club Alpí Francès (CAF), secció de Chamonix i consta d'una cabana de fusta de l'any 1930, usada actualment com a refugi hivernal, i una construcció nova en pedra, un poc més amunt de la primera, que s'explota a l'estiu.
El refugi està emplaçat més amunt de la morrena de la Glacera de Le Tour, a la vall de Le Tour. És el punt de partida per a les ascensions als cims Aiguille du Tour i Aiguille du Chardonnet. Està situat a una altitud de 2706 m. Té una capacitat de 140 places en el refugi de pedra i de 30 en el de fusta.
Rep el nom del rei Albert I de Bèlgica, que el va inaugurar el 30 d'agost de 1930. El refugi de pedra es va inaugurar el 1959. Aquest últim va ser substancialment renovat en 2012 en una primera fase, estant previstes més fases que conclouran en 2014.